# Spathelia ulei
Spathelia ulei là một loài thực vật có hoa trong họ Cửu lý hương. Loài này được (Engl. ex Harms) R.S.Cowan & Brizicky miêu tả khoa học đầu tiên năm 1960.